# 更章门巴民族乡
更章门巴民族乡是中华人民共和国西藏自治区林芝市巴宜区下辖的一个乡镇级行政单位。

## 行政区划
更章门巴民族乡下辖以下地区：
更章村、门仲村、白玛店村、久巴村、扎曲村和娘萨村。